# Josef Umlauf
Josef Umlauf (* 13. November 1906 in Ober Altstadt, Österreich-Ungarn, heute Horní Staré Město in Tschechien; † 15. August 1989 in Grünwald bei München) war ein deutscher Architekt, gleichzeitig Stadt- und Raumplaner. Er gehörte zur NS-Planerelite in Heinrich Himmlers Stabshauptamt des Reichskommissars für die Festigung des deutschen Volkstums (RKF). Umlauf wirkte nach 1945 u. a. als Verbandsdirektor des Siedlungsverbandes Ruhrkohlenbezirk (SVR, heute RVR) (1959–1965), dem er in verschiedenen Funktionen seit 1938 angehört hatte.

## Ausbildung und Berufserfahrung
Josef Umlauf engagierte sich in den 1920er Jahren in der Jugendbewegung, er war Mitglied des völkisch-deutschnational ausgerichteten Sudetendeutschen Wandervogel und in der Sudetendeutschen Freischar. In einer mündlichen Auskunft gegenüber Gerd Gröning und Joachim Wolschke-Bulmahn bestätigte Umlauf 1983, dass „im Bereich des Siedlungswesens und des Städtebaus Gedankengut aus der Jugendbewegung vermutlich wirksam geworden ist.“ Von 1924 bis 1928 studierte Umlauf an der Technischen Hochschule Wien und im Anschluss daran an der TH Berlin (bei den Architekten Hermann Jansen und Heinrich Tessenow). Hermann Jansen wirkte wie Josef Umlauf während des Krieges an den NS-Planungen zu den „eingegliederten Ostgebieten“ mit. Der Architekt Peter Koller war ein Studienfreund von Umlauf.
Das in Wien erworbene Diplom wurde Umlauf 1930 in Deutschland anerkannt; gleichzeitig arbeitete er im Berliner Büro des Architekten Jean Krämer. Er trat zur gleichen Zeit in die sudetendeutsche Deutsche Nationalsozialistische Arbeiterpartei (DNSAP) ein.
Als Mitarbeiter des Architekten Rudolf Wolters nahm Umlauf 1931 an einem internationalen Wettbewerb für ein neues Theater in Charkow (UdSSR; heute: Charkiw, ukrainisch Харків) teil.
Von 1931 bzw. 1933 an arbeitete Umlauf an den Zeitschriften „Die Baugilde“ (Zeitschrift des Bundes Deutscher Architekten) und „Die Form“ (Deutscher Werkbund) mit. 1934 trat Umlauf in die gerade gegründete Planungsabteilung des Reichsheimstättenamtes der nationalsozialistischen Deutschen Arbeitsfront (DAF) ein und arbeitete sich dort in kurzer Zeit (1936) zum Leiter der Abteilung hoch. Nach Dieter Münk war er „als Oberbaurat Leiter des Architekturbüros der DAF“ (ab 1937).
Umlauf kam in Berührung mit der sich seit den 1920er Jahren entwickelnden provinziellen Landesplanung. 1937 war er auch Sachbearbeiter der Landesplanungsgemeinschaft Westfalen (Münster). Im gleichen Jahr erhielt er die deutsche Staatsbürgerschaft und trat in die NSDAP ein.
Er sammelte jetzt auch weitere planerische Erfahrung, indem er als Bezirksplaner (Arnsberg) tätig wurde und schließlich 1938 als Bezirksplaner beim Siedlungsverband Ruhrkohlenbezirk (SVR) wirkte. Im Herbst des Jahres 1938 wurde Umlauf auf Widerruf verbeamtet (Verbands-Baurat).
Schon im Vorfeld des Zweiten Weltkriegs wurde Umlauf einberufen, er konnte aber ab Mitte März 1940 wieder in seinen Beruf zurückkehren, weil der Raumplaner Konrad Meyer ihn in der RKF-Hauptabteilung „Planung und Boden“ als Fachmann brauchte.

## Umlauf in der NS-Siedlungsplanung für den ‚neuen Osten‘
Zu Umlaufs Aufgaben in der RKF-Planungsabteilung gehörte „die Erarbeitung allgemeiner Grundsätze für die ‚Ostraumordnung’ sowie die Beratung der vor Ort tätigen Planer. Die vorgesehene Abstimmung der konkreten Planungen mit den im Planungsamt aufgestellten Zielen und Grundsätzen wird aber in vielen Fällen schon allein deswegen nicht erreicht, weil ihm die entsprechenden Pläne oft erst gar nicht vorgelegt werden.“ Die in den annektierten Gebieten tätigen „Generalreferenten für Raumordnung“ waren Umlauf fachlich unterstellt.
Es war Josef Umlauf, der die „neuen Ostgebiete“ nicht nur als Gebiete ländlichen Siedlungsaufbaus begriff, sondern die (weitere) Besiedlung dieser Territorien ausdrücklich als Aufgabe urbaner Planung ansah. Dabei bezog er sich u. a. auf das von Walter Christaller entwickelte System der „Zentralen Orte“. Nach Michael Hartenstein war es Umlauf, der innerhalb des RKF „für die Ausarbeitung des Konzeptes der 'zentralen Orte' für die 'eingegliederten Ostgebiete'“ zuständig war.  Ebenso wie der Agrarsoziologe Herbert Morgen und die Geographin Angelika Sievers, die beide ebenfalls bei Konrad Meyer aktiv waren, glaubte Josef Umlauf ab 1940 Beiträge zum (weiteren) Aufbau der NS-„Volksgemeinschaft“ zu leisten. Einer „Volksgemeinschaft“, gedacht ohne kriegswirtschaftliche Anomalien und mit einer deutschen Bevölkerung (im Sinne der Definition des NS-Regimes), siedelnd in einem stark erweiterten „großdeutschen Reich“   ̶ zudem in einer auf die ideologischen Ziele des Staates neu abgestimmten beruflich-sozialen Zusammensetzung. Umlauf plädierte im Rahmen der Raumplanung der „eingegliederten Ostgebiete“ für eine „gesunde Arbeitsteilung von Land und Stadt.“ Dies hieß für Umlauf im Extremfall, dass sehr kleine Städte nur mehr „Hauptdorf“-Funktionen wahrzunehmen hatten oder aber zu richtigen Kleinstädten zu entwickeln waren. Einen guten Einblick über Umlaufs Kenntnisstand zur damaligen Planungsdiskussion vermittelt hier sein Aufsatz „Der Stand der Raumordnungsplanung für die eingegliederten Ostgebiete“ (darunter auch Ausführungen zu Kreisraumordnungsskizzen).
Eingriffe in das Boden- und Besitzrecht sah Umlauf schon deshalb nach 1939 als leichter an, weil mit dem Vormarsch der Wehrmacht ‚neue‘ Territorien im Osten angeblich Kompensation für planerische Eingriffe in das ‚Altreich‘ böten. Im Unterschied zu stärker agrarutopischen Entwürfen einer Gruppe der Raum- und Landesplaner (z. B. Walter Christaller, Herbert Frank, Friedrich Kann, Artur von Machui), favorisierte Umlauf auch Siedlungsszenarien mit einer urbanen Ausrichtung.
Fotos zur Eröffnung der Ausstellung „Planung und Aufbau im Osten“ (März 1941, Berlin-Dahlem) zeigten Josef Umlauf im Kreise von Fritz Todt, Reinhard Heydrich, Rudolf Heß, Martin Bormann, Konrad Meyer und Heinrich Himmler. Die nationalsozialistische Partei und ihr Führungsanspruch prägten Umlaufs raumplanerische Entwürfe. In Zusammenarbeit mit der Deutschen Akademie für Städtebau, Reichs- und Landesplanung u. a. schrieb Umlauf 1943 eine Bibliographie städtebaulicher und stadtplanerischer Literatur. Von der Deutschen Forschungsgemeinschaft erhielt Umlauf mindestens 5400 Reichsmark für eine gemeinsam mit dem Bezirksplaner Gottfried Bendemann durchgeführte Untersuchung über den Siedlungsaufbau in den „eingegliederten Ostgebieten“.

## Umlaufs weitere Aktivitäten im RKF
Im Mai 1940 hatte Umlauf die „Abteilung Raumplanung und Städtebau“ im Amt Planung der Amtsgruppe C des RKF (später Hauptabteilung Planung und Boden) übernommen. In städtebaulichen Fragen sollte Umlauf innerhalb des RKF eine Schlüsselfunktion zukommen, da auch potentiell konkurrierende andere Akteure auftraten, wie etwa die „Hauptabteilung Städtebau und Wohnungsplanung“ (Karl Neupert) des Reichsheimstättenamtes.
„Umlauf benötigte zehn Monate, um grundsätzlich 'zur Stadtplanung in den neuen deutschen Ostgebieten' Stellung zu nehmen. Ausführlich versuchte Umlauf, die zeitgenössischen Zielsetzungen des Städtebaus zusammenzufassen, ohne sich dabei auf den ihm vorgegebenen Raum zu beschränken. (…) Hauptthema war die 'Gliederung' der Stadt in 'Schulbezirke mit 4 - 4500 Einwohnern', die zugleich der Größenordnung einer 'Ortsgruppe der Partei' entsprachen. (…) In der Erinnerung berichtete Josef Umlauf, sein Aufsatz habe weder Widerspruch noch besonderen Zuspruch ausgelöst, obwohl er ihn durchaus als Vorbereitung eines Manifestes zum modernen Städtebau verstanden habe und vor allem die Planer um Albert Speer, d. h. die 'Neugestalter' herauszufordern trachtete.“ 
In der Folge erarbeitete Umlauf für das RKF die Allgemeine Anordnung 13/II ’Richtlinien für die Planung und Gestaltung der Städte in den eingegliederten deutschen Ostgebieten‘ (30. Januar 1942), die die Errichtung eines Netzes verteilter Städte enthielt. Das Reichsarbeitsministerium und der Reichskommissar für den sozialen Wohnungsbau (Robert Ley) übernahmen die Anordnung. Letzterer versendete die Anordnung u. a. an alle Gauwohnungskommissare bzw. an die ihnen zugeordneten Wohnungs- und Siedlungsämter. Werner Durth und Niels Gutschow gehen davon aus, dass die Anordnung „in den Planungsämtern sämtlicher Verwaltungsebenen bekannt wurde.“ Allerdings zeigte die Anordnung kaum noch Auswirkungen in der Siedlungspraxis. Durth und Gutschow schreiben ihr die Bedeutung eines Manifestes zu:
"Die Bedeutung dieser im Sinne eines Manifestes zu einem neuen Städtebau formulierten Anordnung besteht darin, daß sie nicht spezifisch auf die 'Neuordnung' des Ostens hin formuliert ist, vielmehr grundsätzlich zur Stadt der Zukunft Stellung nimmt. Im Kern ist die Anordnung unverkennbar nationalsozialistisch geprägt: Das belegen etwa Forderungen wie die, daß die 'Ordnung der Volksgemeinschaft, ihre Gliederung und Zusammenfassung (sich) auch im Bild der Stadt widerzuspiegeln hat und daß diese Gliederung mit der 'Gliederung der politischen Organisation der Volksgemeinschaft in Zellen, Ortgruppen und Kreise' in Übereinstimmung zu bringen ist."
In weiteren Untersuchungen und Planungen befasste sich Umlauf bis 1943 u. a. auch mit Fragen der Bevölkerungsverteilung in den 'eingegliederten Ostgebieten", und kalkulierte dabei mit stark reduzierten Bevölkerungszahlen; d. h. konkret: ohne eine jüdische Bevölkerung, die zuvor vertrieben oder bereits ermordet war. Nach Konrad Meyer lieferte Umlauf die Richtlinien zu den Kreisraumordnungsplänen. Im Rückblick bezeichnete Umlauf die Arbeit bei der RKF-Planungsabteilung als fachlich anregend und „theoretisch sehr fruchtbar“. Sein damaliger Mitarbeiter, der Architekt Udo von Schauroth, schloss sich diesem Urteil noch 40 Jahre später an.
Im Juli 1943 wurde Umlauf als Offiziersanwärter zur Ostfront geschickt, weil er sich weigerte ‚freiwillig‘ in die SS einzutreten. 1944 geriet er in sowjetische Kriegsgefangenschaft. Der SVR-Verbandsdirektor Albert Lange bezeichnete Umlauf, so Lange in einem Brief im Oktober 1944 an Umlaufs Mutter, als „seinen besten Mitarbeiter und designierten Nachfolger“. Die TH Hannover habe Umlauf einen Lehrstuhl für Städtebau und Landesplanung angeboten.

## Nach 1945: Josef Umlauf in der bundesdeutschen Raumordnungsszene
Im Sommer 1946 leitete Umlauf bereits wieder die „Abteilung Landesplanung und Städtebau“ beim SVR (Ober-Baurat). Die Spruchkammer Essen entlastete Umlauf im Januar 1949 vollständig. Nicht einmal als „Mitläufer“ wurde er in diesem zweiten Spruchkammerverfahren eingestuft. Verschiedene Universitäten und Technische Hochschulen boten Umlauf Professuren an (wieder die TH Hannover, die Landwirtschaftliche Fakultät der Universität Bonn und die TH Aachen). Als Umlauf im Dezember 1949 zum zweiten Beigeordneten des SVR gewählt wurde, kamen wieder Zweifel an seiner NS-Vergangenheit auf, die er aber zerstreuen konnte. Er habe im NS-Staat, so Umlauf, „stets rein sachlich gearbeitet“. „Sachlichkeit“ war nach 1945 ein gängiges Rechtfertigungsmuster vieler Raumplaner. Im Verfahren gegen Konrad Meyer (1947) verleugnete Umlauf den immer auch politischen Charakter der NS-Raumplanung – ganz im Gegensatz zur Zeit vor 1945, wo die praktische Relevanz der Arbeiten immer wieder betont worden war.
Im Februar 1950 wurde Umlauf für zwölf Jahre beim SVR als „technischer Beigeordneter“ eingestellt. „Er ist damit zweiter Stellvertreter des Verbandsdirektors.“ Der Verbandsdirektor Rappaport bezeichnete Umlauf anlässlich seiner Wahl als „einen der fähigsten Landesplaner und Städtebauer“.
Umlauf gehörte der Arbeitsgemeinschaft der Landesplaner an. Er wurde in den 1950er Jahren Mitglied der Deutschen Akademie für Städtebau und Landesplanung (1951) und der Akademie für Raumforschung und Landesplanung (ARL) (1954, ordentliches Mitglied seit 1963). Ab 1953 wirkte Umlauf in Kommissionen zur Vorbereitung des Bundesbaugesetzes (1960) mit. Wieder interessieren sich Universitäten für ihn, doch Umlauf, der nie promoviert hatte, erhielt 1958 den Doktorgrad an der TU Braunschweig. Die Dissertation über „Wesen und Organisation der Landesplanung“ hatte der Architekt und Stadtplaner Johannes Göderitz betreut. Der historische Abriss über die deutsche Raumplanung seit 1910 enthielt weder kritische Anmerkungen zum Nationalsozialismus noch etwaige Selbstrechtfertigungen. 1959 wurde Umlauf zum Verbandsdirektor des SVR gewählt.
Im Jahr 1965 (bis 1969) nahm er schließlich doch noch eine Lehrtätigkeit an der TU Stuttgart auf (neugeschaffene „Professur für Raumordnung und Landesplanung“), die er in den westdeutschen Studentenunruhen und auch wegen einer nicht abreißenden Thematisierung seiner RKF-Tätigkeiten rasch beendete. Auch nach seiner Pensionierung im Jahr 1970 blieb Umlauf der Raumordnungsszene durch diverse Mitgliedschaften verbunden. Noch im Jahr 1986 erschien von ihm der Beitrag  „Zur Entwicklungsgeschichte der Landesplanung und Raumordnung“ (Vincentz, Hannover 1986, Abhandlungen der ARL. 90).

## Ehrungen
- 1965: Fritz-Schumacher-Preis der Alfred Toepfer Stiftung F.V.S.
- 1965: Johann Joseph Ritter von Prechtl-Medaille der TH Wien
- 1966: Berufung in den Beirat für Raumordnung beim Bundesminister des Innern
- 1966–68: Vizepräsident der ARL (Präsidium gemeinsam mit Herbert Morgen und Norbert Ley)[28]
- 1977: Ehrenmitglied der Österreichischen Gesellschaft für Raumforschung und Raumplanung
- 1983: Cornelius Gurlitt-Denkmünze der DASL
- Ehrenmitglied des Bund deutscher Architekten[29]